# Palazzo Borghese

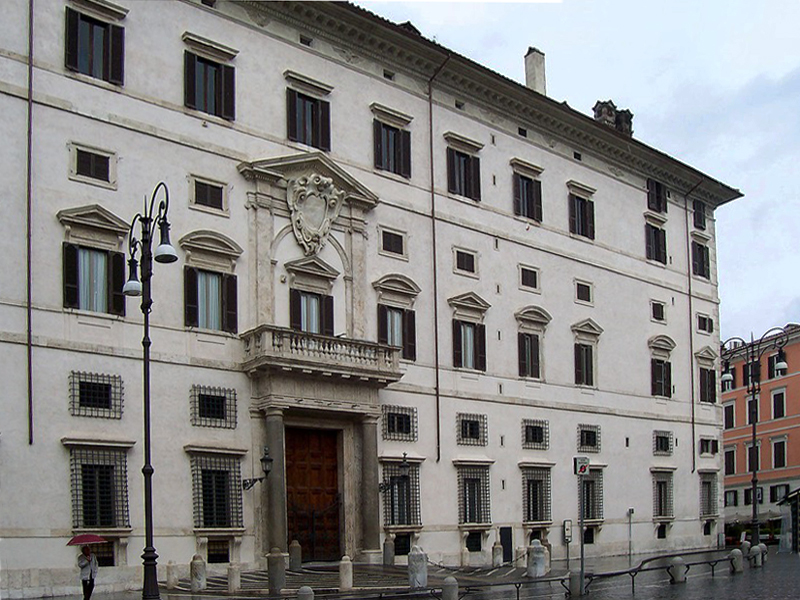
Palazzo Borgheses fasad vid Piazza Borghese.

Palazzo Borghese är ett av Roms mest typiska och monumentala barockpalats.
Palatset började byggas 1590 efter ritningar av Martino Longhi den äldre och fullbordades med ena flygeln 1610 genom Flaminio Ponzio på befallning av påven Paulus V, som tillhörde släkten Borghese. Gården har en portik med 96 kopplade granitkolonner.
De här inrymda konstsamlingarna flyttades 1891 från palatset till Villa Borghese.